# Pseudogeoplana theresopolitana
Pseudogeoplana theresopolitana is een platworm (Platyhelminthes). De worm is tweeslachtig. De soort leeft in of nabij zoet water.
Het geslacht Pseudogeoplana, waarin de platworm wordt geplaatst, wordt tot de familie Geoplanidae gerekend. De wetenschappelijke naam van de soort werd voor het eerst geldig gepubliceerd in 1929 door Schirch.